# وادي الصباح
وادي الصباح هي إحدى بلديات ولاية عين تموشنت الجزائرية.